# شهرستان پانکروشیخینسکی
شهرستان پانکروشیخینسکی (به لاتین: Pankrushikhinsky District) یک شهرستان در روسیه است که در سرزمین آلتای واقع شده‌است.